# 红河国家城市公园
红河国家城市公园（英語：Rouge National Urban Park）是一座位于加拿大安大略省大多伦多地区的国家城市公园，圍繞著紅河及其支流而形成。该公园大部份位于多伦多市士嘉堡區，小部份位于邻近的約克區万锦市和杜林區皮克灵市。公园内分布着1700多种植物和动物、大多地区尚在运作的农场、非常稀有的卡萝琳式森林、以及多伦多唯一的露营区。该公园也是加拿大已知的最古老的原住民活动点之一，其历史超过1万年。
从2011起，加拿大公园局开始着手将已经建成的红河公园收归国有，并将面积扩大近一倍。加拿大国家公园局计划在公园内设置更多的步道、教育向导中心和指示牌。同时国家公园局还为这座国家公园设置了新的教育项目，包括学露营、学徒步、篝火闲谈和其它免费项目。等到全建成时，这座国家城市公园将占地79.1平方公里。

## 历史
现今的红河国家城市公园是连接安大略湖和锡姆科湖运输道的一部份。加拿大原住民最先利用这条运输道，后来的欧洲贸易商人、探险都和定居者都开始利用这条运输道。

## 生物多样性
2012年至2013年进行的安大略BioBlitz项目发现红河国家城市公园内有超过1700种植物、动物和真菌。具体分布如下：
- 1006种植物，其中有6种为全国罕见，92种为本地区罕见。
- 261种鸟类，其中5种为全国罕见，4种为本地区罕见。
- 65种鱼类，其中2种为全国范围内受威胁。
- 40种哺乳动物。
- 21种爬行动物和两栖动物。